# 日本大学大学院グローバル・ビジネス研究科
日本大学大学院グローバル・ビジネス研究科（にほんだいがくだいがくいんグローバルビジネスけんきゅうか、Nihon University Graduate School of Business 略称:NBS）は、経営学を研究する専門職大学院（ビジネススクール）である。2013年度以降の学生募集を停止した。2015年3月31日をもって正式に廃止された。

## 概要
日本大学大学院グローバル・ビジネス研究科は、2年制課程のビジネス・スクール（MBA）として、1999年9月に開設した。これまで、638名の修了生を送り出した。

## 専攻
- グローバル・マネジメント専攻（MBA）

## アクセス
- 東京都千代田区五番町12-5　日本大学会館第2別館
  - JR総武中央線
  - 東京メトロ有楽町線・南北線
  - 都営地下鉄新宿線

市ケ谷駅下車して徒歩5分程度。